# 寬帶蛺蝶
寬帶蛺蝶（學名：Athyma jina），又名寬帶三線蝶、玉杵帶蛺蝶、寬白帶三線蝶、白帶擬三線蝶、錫金擬叉蛺蝶、白棍紋蛺蝶。

## 描述

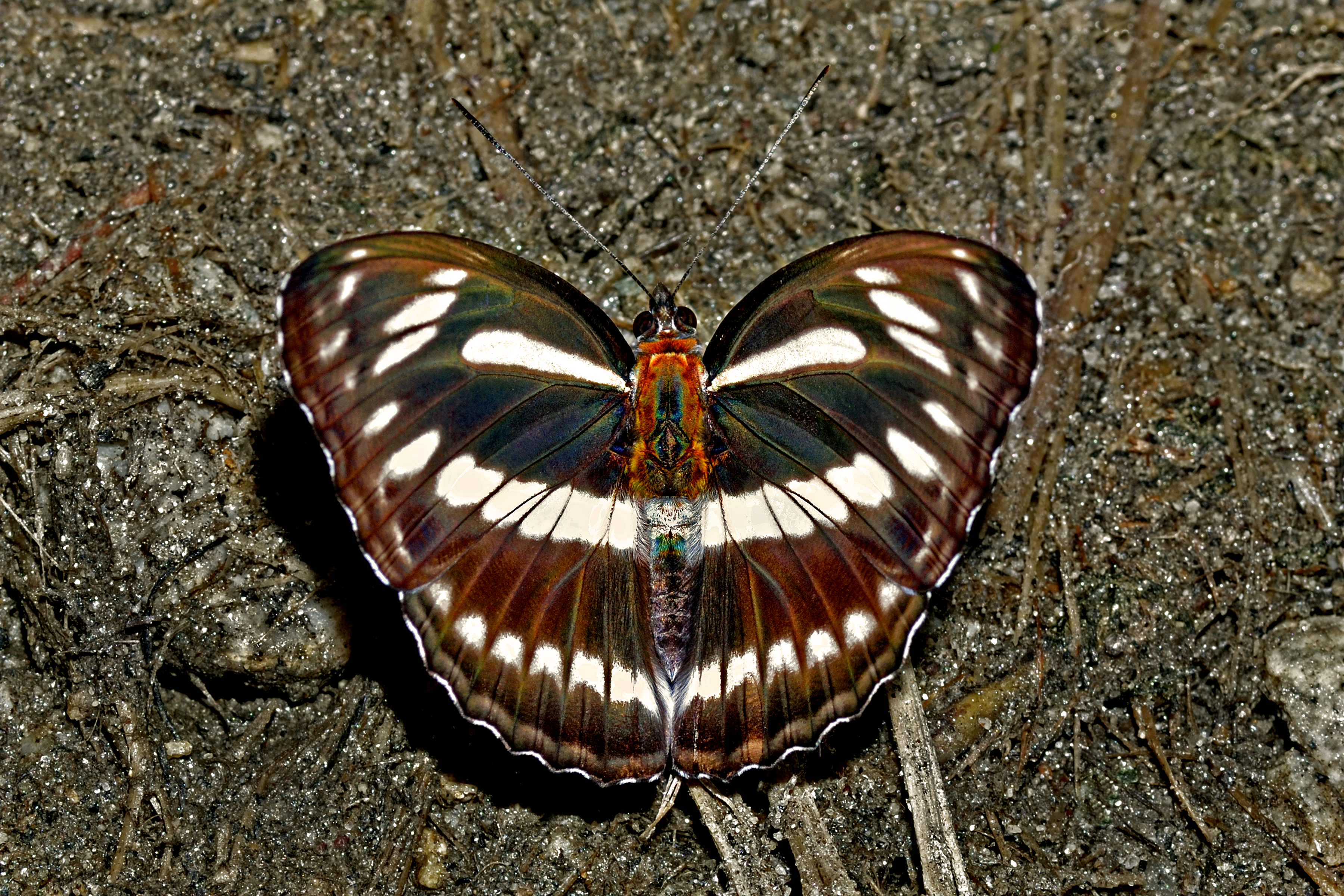
A. j. jina

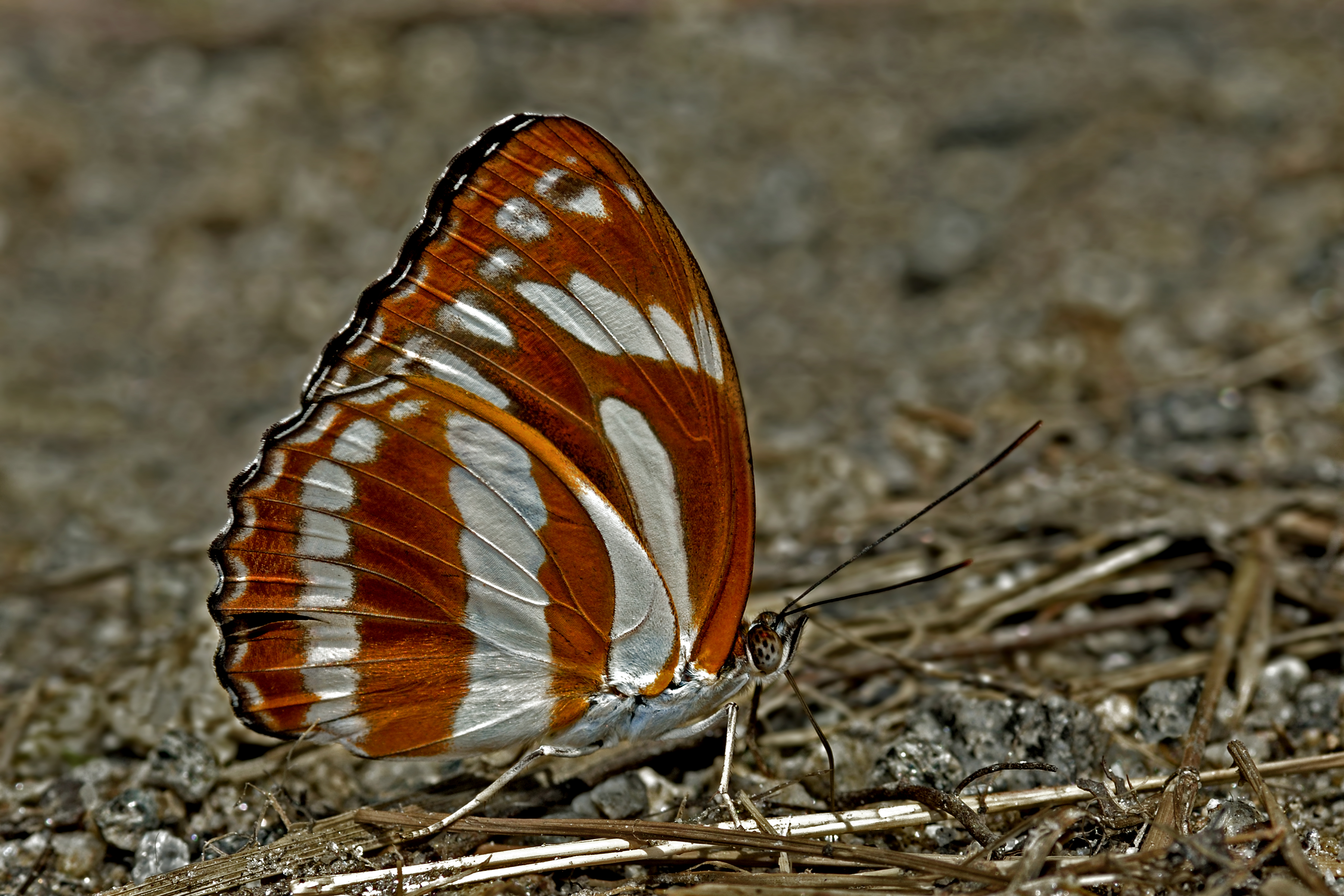
A. j. jina

本種為中型蛺蝶，體背黑褐色，腹部前端具白環，腹側白色，複眼疏被毛。前翅為直角三角形，外緣中央內凹；後翅橢圓形。
翅背底色黑褐，具白色帶紋、條紋與斑點。前翅中室內有白色棒狀紋，中央白斑呈弧形排列，外側另有數枚小白紋，其中R5室的斑呈眼狀。後翅具內、外兩道白紋列，內側為直帶狀，外側為弧形白斑。
翅腹面紅褐色，紋路與背面相似，翅緣有白色短線列。後翅基部沿前緣有眉形白紋。緣毛為黑白相間。

## 分佈
分布於中國華西、華南和喜馬拉雅等地。臺灣本島分佈於中海拔地區。

## 棲地
棲息於常綠闊葉林，一年可多代。成蝶會訪花、吸食腐物與水分；幼蟲以忍冬科植物為食，冬季在越冬巢內以幼蟲態休眠過冬。